# 吉本直志郎
吉本 直志郎（よしもと なおしろう、1943年(昭和18年)9月1日 - ）は、日本の作家。
子供たちを中心に描いた物語のほか、歴史を題材にした作品などを手がける。

## 来歴
福岡県生まれ、広島県広島市育ち（満1歳から）。11歳の時、原爆孤児のための養護施設「広島戦災孤児育成所」（佐伯郡五日市町（現：広島市佐伯区））に入所。広島県立広島国泰寺高等学校卒業までここで過ごす。
1978年に同所の体験をもとにした『青葉学園物語 右向け、左!』を発表し、児童文学作家としてデビュー。同作は日本児童文学者協会新人賞受賞、ベストセラーとなりシリーズ化、1981年市毛良枝主演で映画化もされた。
1981年に川村たかし、那須正幹ら児童文学者とともに児童文学創作集団・亜空間を結成し、同人誌『亜空間』を創刊した。

## 主な著作
- 「西遊記」シリーズ
- 「東遊記」シリーズ
- 『リトルボーイ - LITTLE BOY』
- 『とんばら村からワチニンコ』

### 青葉学園物語シリーズ
全5冊+姉妹編1冊（ポプラ社）
- 『右向け、左！』
- 『さよならは半分だけ』
- 『翔ぶんだったら、いま！』
- 『空色の空の下で』
- 『まっちくれ、涙』
- 『北の天使　南の天使』（姉妹編。原爆投下の日から、青葉学園ができるまでを描いている。）

### バカラッチ隊シリーズ
全2冊
- 『とびだせバカラッチ隊』
- 『好きなあの子にバカラッチ』